# Кленовец (Закарпатская область)
Клено́вец (укр. Кленовець) — село в Кольчинской поселковой общине Мукачевского района Закарпатской области Украины.
Население по переписи 2001 года составляло 1287 человек, по состоянию на 01.01.2023 года составляло 1243 человека. Почтовый индекс — 89637. Телефонный код — 3131. Занимает площадь 1,624 км². Код КОАТУУ — 2122755302.